# Tony Hawk: Shred
Tony Hawk: Shred est un jeu vidéo de simulation de skateboard, développé par Robomodo et édité par Activision en 2010 sur PlayStation 3, Xbox 360, Wii. C'est un spin-off de la série des Tony Hawk's,,,.